# Districtul Nagykanizsa
Nagykanizsa (în maghiară Nagykanizsai járás) este un district în județul Zala, Ungaria.
Districtul are o suprafață de 907,91 km2 și o populație de 78.022 locuitori (2013).